# 남자는 괴로워 2
남자는 괴로워 2(So Sad Is Man, 續·男はつらいよ: Tora-San's Cherished Mother)는 일본에서 제작된 야마다 요지 감독의 1969년 코미디 영화이다. 아츠미 키요시 등이 주연으로 출연하였다.

## 출연

### 주연
- 아츠미 키요시
- 바이쇼 치에코

### 조연
- 사토 오리에
- 미야코 초초
- 야마자키 츠토무
- 자이츠 이치로